# Poliana Barbosa Medeiros
Poliana Barbosa Medeiros ismertebb nevén Poliana (Ituiutaba, Minas Gerais, 1991. február 6. –) brazil női válogatott labdarúgó. Jelenleg hazájában, a Série A1-ben szereplő Corinthians védője.

## Pályafutása

### Klubcsapatokban
Pályafutását a América (SP) együttesénél kezdte. 2009-ben egy sikeres próbajáték után fogadta el a Santos által felajánlott szerződést.
2010-ben Brazília egyik legerősebb női csapatához, a São José együtteséhez kötelezte el magát és hamar kiderült, hogy választása sikeresnek bizonyult. 
A Libertadores-kupa 2011-es kiírásában az argentin Boca Juniors, a kolumbiai Formas Íntimas ellen is betalált, a döntőben pedig szintén az ő találatával nyertek chilei Colo-Colo ellen. 2012-ben a Centro Olímpicót, egy évvel később pedig a Vitória das Tabocast verték a Copa Brazil döntőjében. Még ebben az évben szerezte meg második, majd 2014-ben harmadik Libertadores-kupa győzelmét, miután két góllal vette ki a részét a venezuelai Caracas ellen aratott 5–1-es diadalból.
A 2014 novemberében megrendezésre került klubvilágbajnokságon az Urava Red Diamonds legyőzése után az angol Arsenalt 2–0-val fektették két vállra.
A klubvilágbajnokság után 2014 decemberében Poliana az amerikai Houston Dash keretéhez került.
2015 júliusában az izlandi Stjarnan vette kölcsön, és az izlandi kupagyőzelem után a Bajnokok Ligájában is felmérhette tudását, azonban az orosz Zvezda-2005 Perm kétszer is 3–1 arányban bizonyult jobbnak.
Az izlandi szezon végén visszahívta houstoni együttese, de egy 2017-ben kiérdemelt "Hét játékosa" címnél nem sikerült mást elérnie Texasban.
2018. február 6-án az Orlando Pride-hoz szerződött.
2019 januárjában visszatért a São José csapatához.

## Sikerei

### Klubcsapatokban
Brazil bajnok (1):
- Corinthians (1): 2020

 Brazil kupagyőztes (2): 
- São José (2): 2012, 2013

 Paulista bajnok (2): 
- São José (2): 2012, 2014

Libertadores-kupa győztes (3): 
- São José (3): 2011, 2013, 2014

Klubvilágbajnok (1): 
- São José (1): 2014

### A válogatottban
- Copa América győztes (2): 2014, 2018
- Pánamerikai Játékok győztes (1): 2015
- Brazil Nemzetközi Torna aranyérmes (4): 2012,[5] 2014, 2015,[6] 2016